# Grazen (Geetbets)
Grazen is een dorp en deelgemeente van Geetbets in de provincie Vlaams-Brabant. Tot 1971 was Grazen een zelfstandige gemeente waarna het werd opgenomen bij Rummen. In 1977 verloor ook Rummen zijn zelfstandigheid zodat beide dorpen deelgemeenten van Geetbets werden.

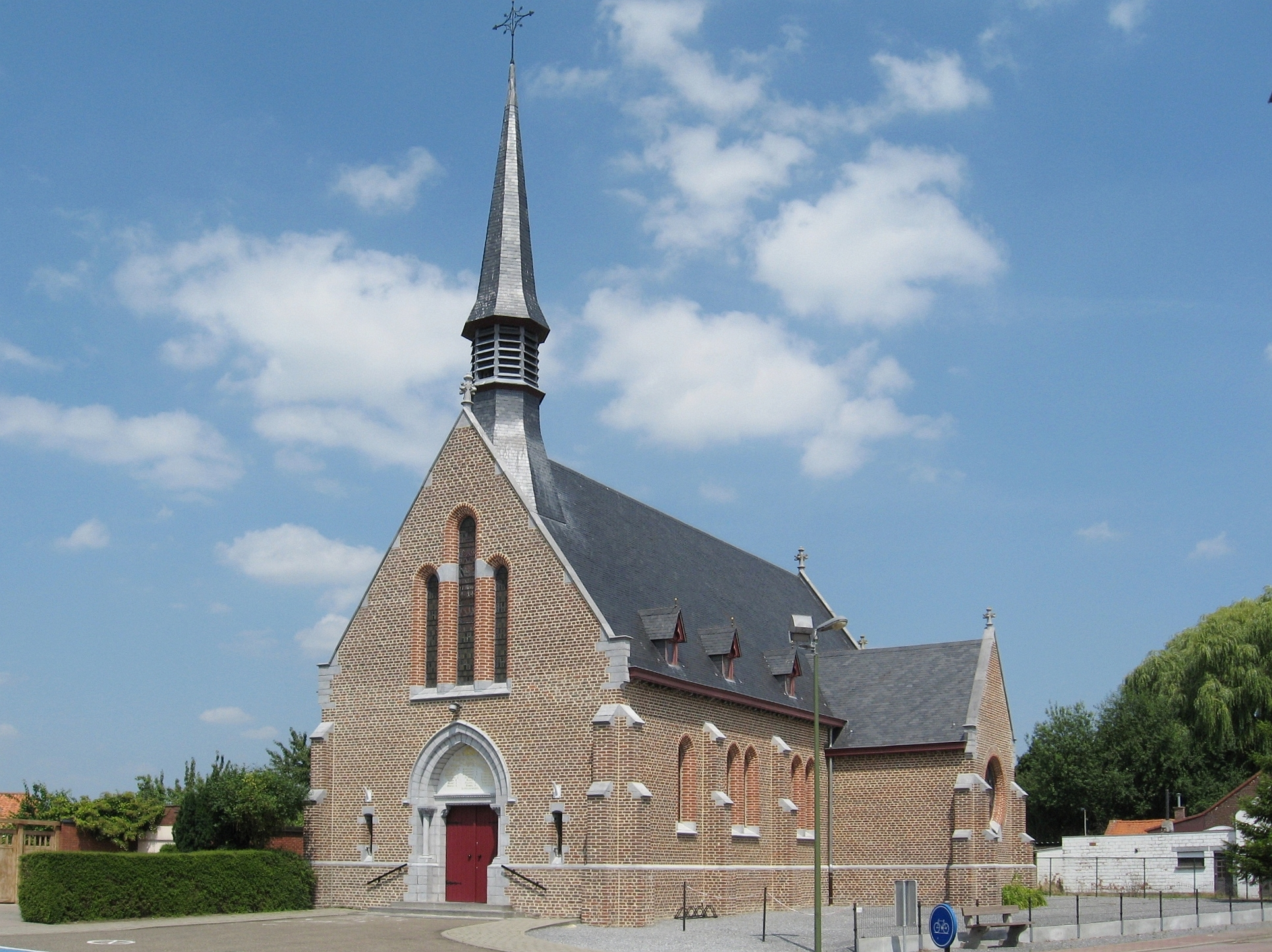
Onze-Lieve-Vrouwkerk

## Dorpskarakter
Grazen heeft zijn landelijk karakter behouden, het ligt namelijk ver van een groter centrum (Diest, Tienen, Sint-Truiden) en ook grote verbindingswegen laten het dorp links liggen. Centraal ligt het driehoekige dorpsplein met petanquebaan met in de nabijheid van de meer dan 100 jaar oude kerk. Er zijn de resten van verbouwde vroegere grote vierkantshoeven zoals de Stassartwinning, verbouwd tot feestzalen en de Grazenwinning waarvan de omgrachting nog aanwezig is.

## Geschiedenis
Onder het ancien régime hing Grazen af van de parochie Wilderen. Het dorp maakte dus deel uit van het prinsbisdom Luik. Pas na de Franse invasie werd Grazen (toen als Graessem gespeld) als gemeente aangehecht bij het kanton Zoutleeuw van het Dijledepartement. Dit departement werd nadat de Fransen verdreven waren omgevormd tot de provincie Zuid-Brabant, de latere Belgische provincie Brabant.

## Bezienswaardigheden
- De Onze-Lieve-Vrouwekerk
- De Grazenmolen
- De Sint-Annakapel
- Gebouwen van de voormalige Abdij van Oriënten

## Natuur en landschap
Grazen ligt op een hoogte van 25-30 meter. De Graasbeek en de Melsterbeek lopen hier in noordelijke richting om in de Gete uit te monden. Er zijn boomgaarden, populierenplantages en een stukje oud bos, het Hambos, beheerd door Natuurpunt.

## Demografische ontwikkeling
- Bronnen:NIS, Opm:1831 tot en met 1970=volkstellingen; 1976 = inwoneraantal op 31 december

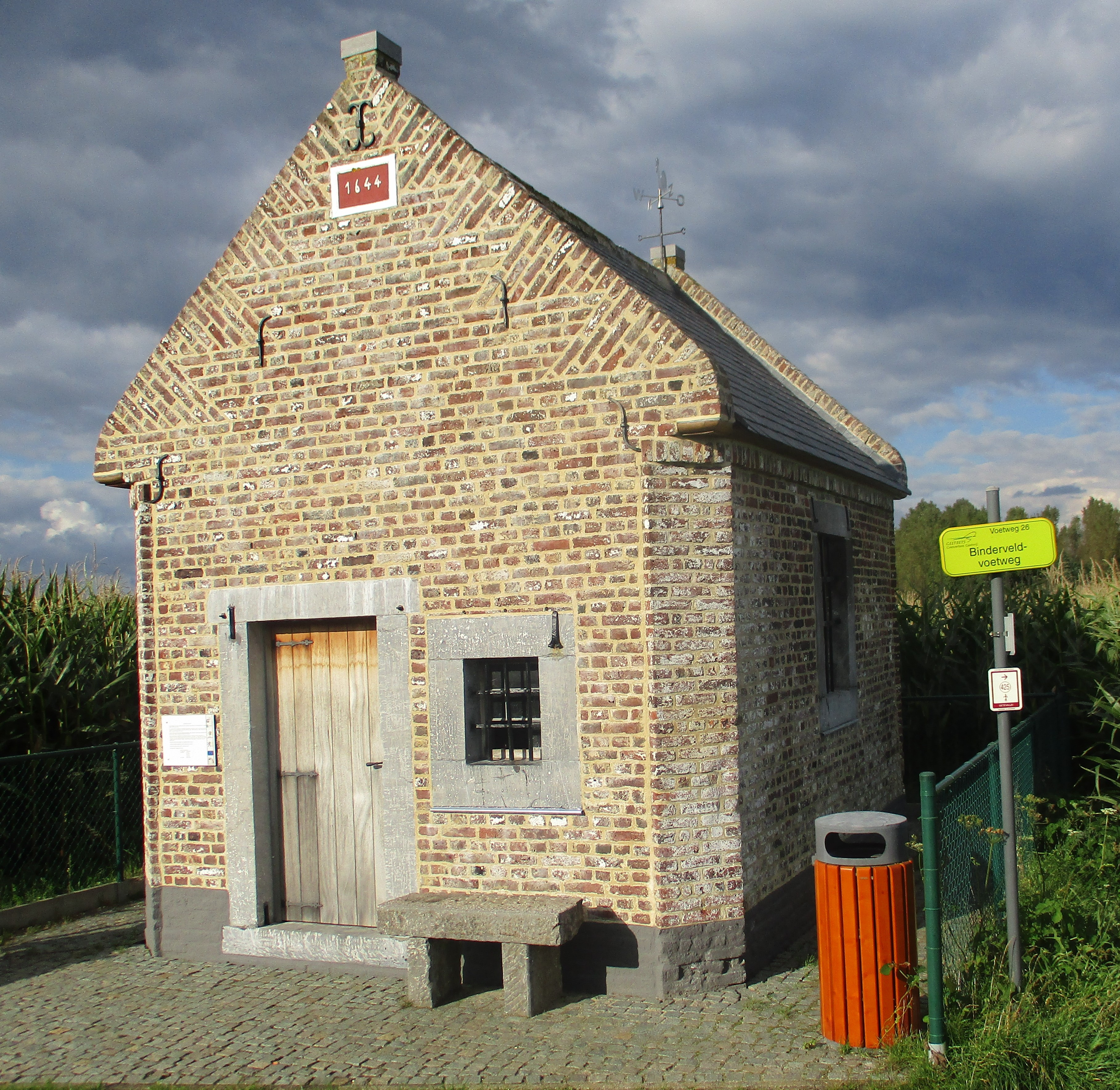
H.Anna Kapel uit 1644, Piskapel genoemd omdat H.Anna er aanroepen werd tegen bedwateren
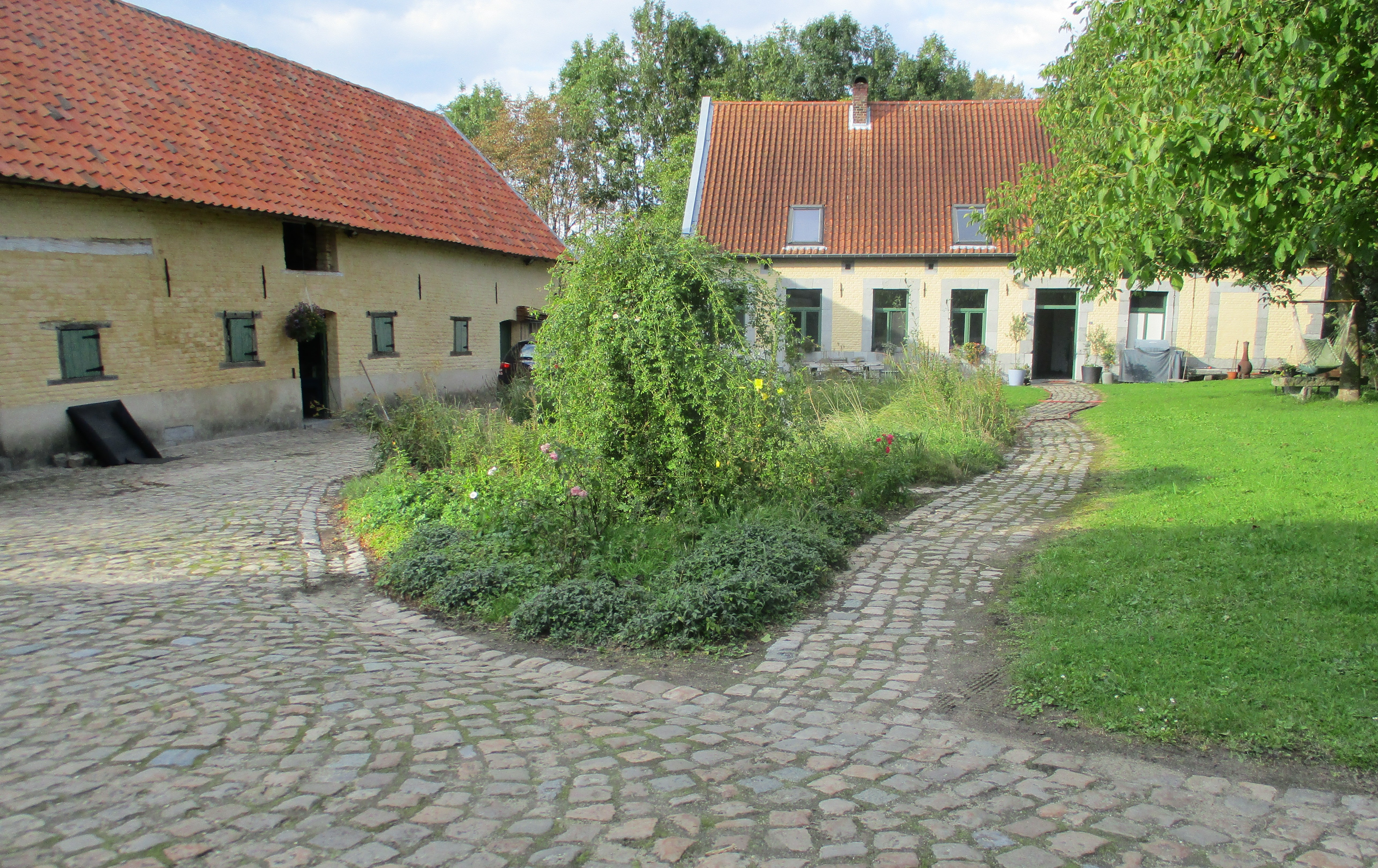
Grazenmolen uit 1712
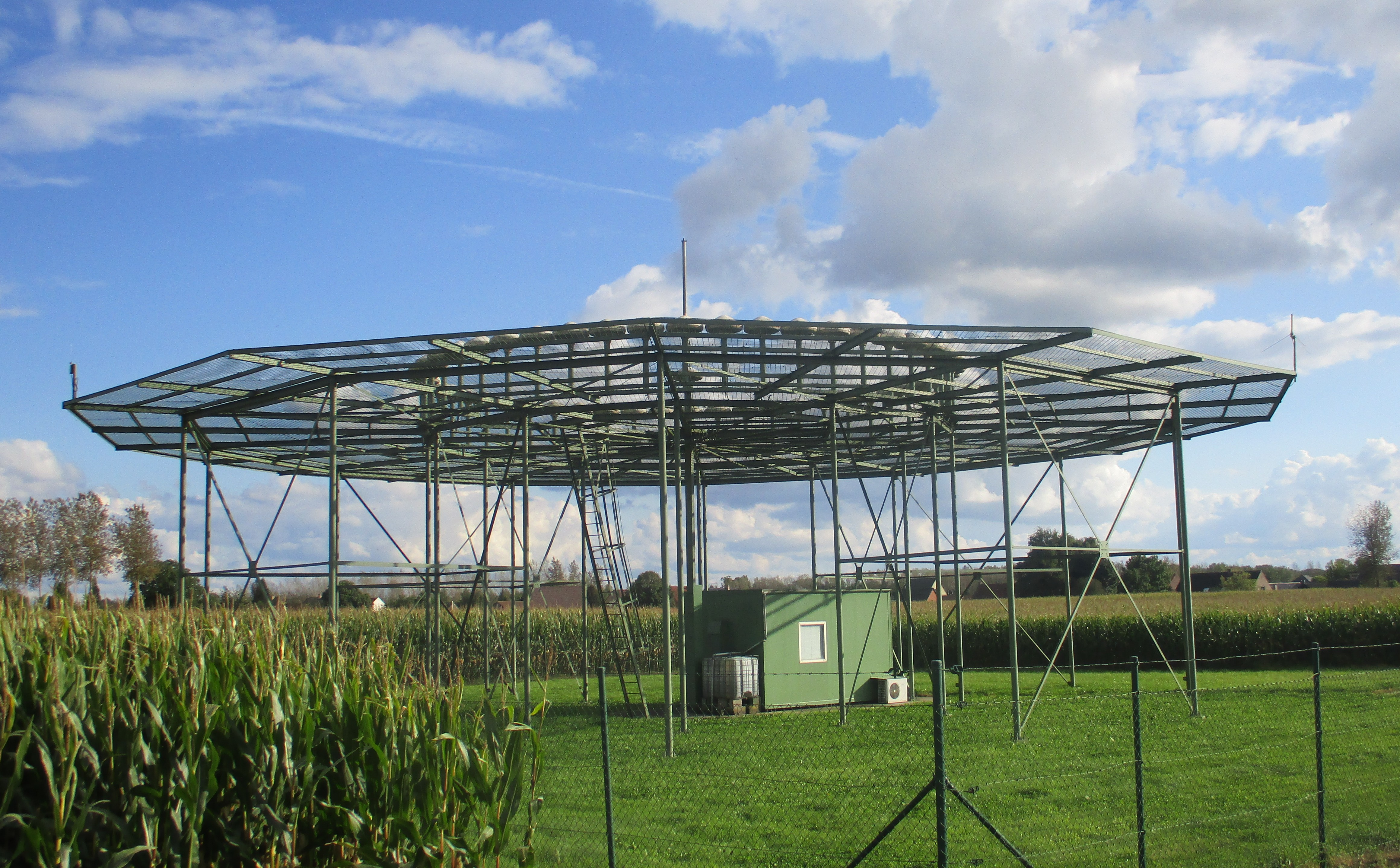
Baken voor luchtvaartnavigatie

## Nabijgelegen kernen
Geetbets, Budingen, Ossenweg, Binderveld, Rummen
Deelgemeenten: Geetbets · Grazen · Rummen

Belgische gemeenten · Arrondissement Leuven · Vlaams-Brabant · Vlaanderen